# Kerkweg (Maarssen)
De Kerkweg is een straat in het centrum van het Nederlandse dorp Maarssen. De straat loopt van de rotonde Straatweg tot aan de Parkweg en de Binnenweg. 
Aan de Kerkweg bevinden zich talrijke panden waarvan een aantal met status van rijksmonument. Aan de straat staat ook een monumentaal kerkje de Kruiskerk met een 12e-eeuwse kerktoren van de Hervormde Wijkgemeente waaraan de straat zijn naam dankt. 
De Kerkweg heeft vier zijstraten en een plein: de Emmaweg, Raadhuisstraat, Beethovenlaan en het Harmonieplein.

## Rijksmonumenten

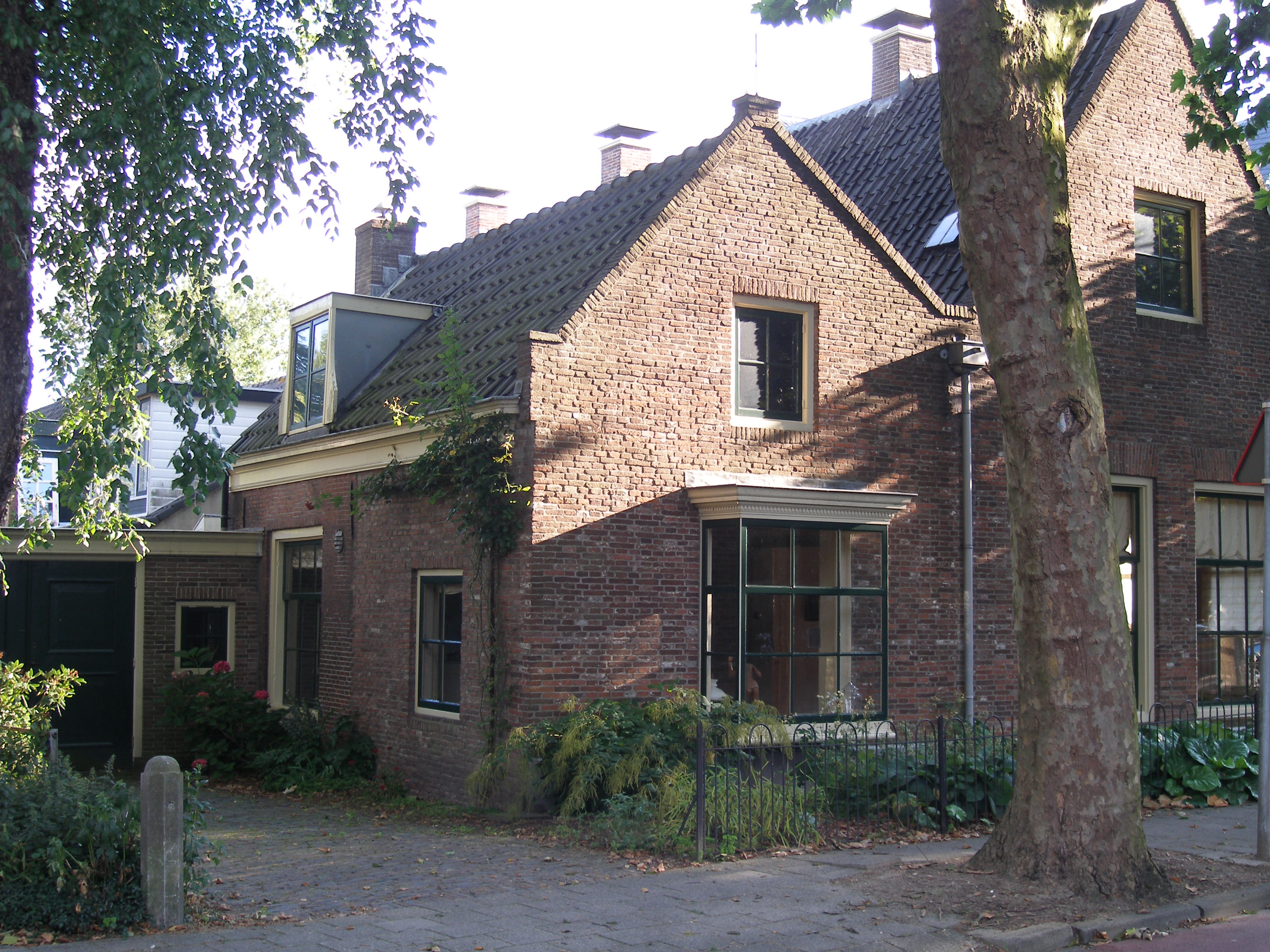
Kerkweg 7
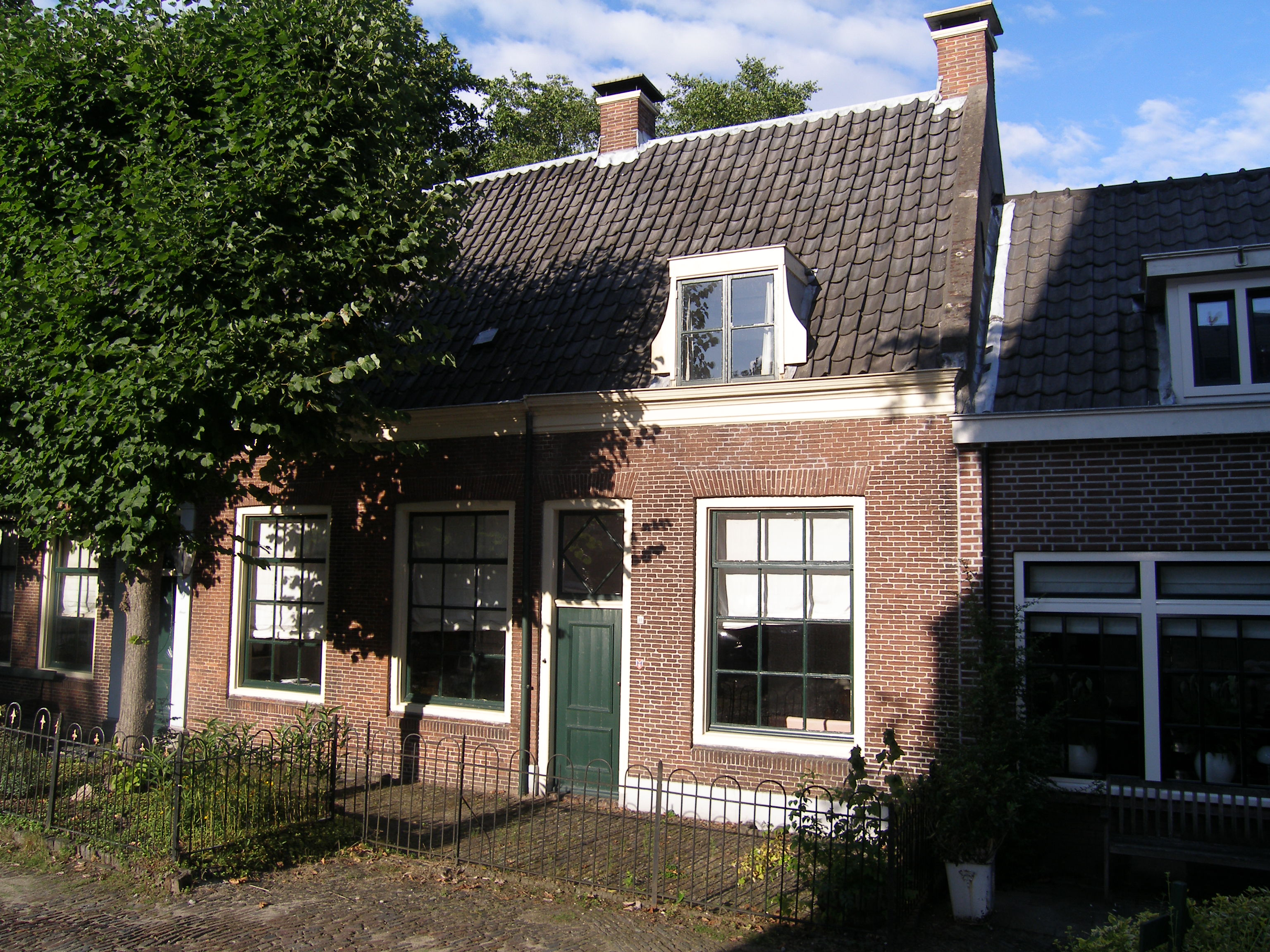
Kerkweg 9
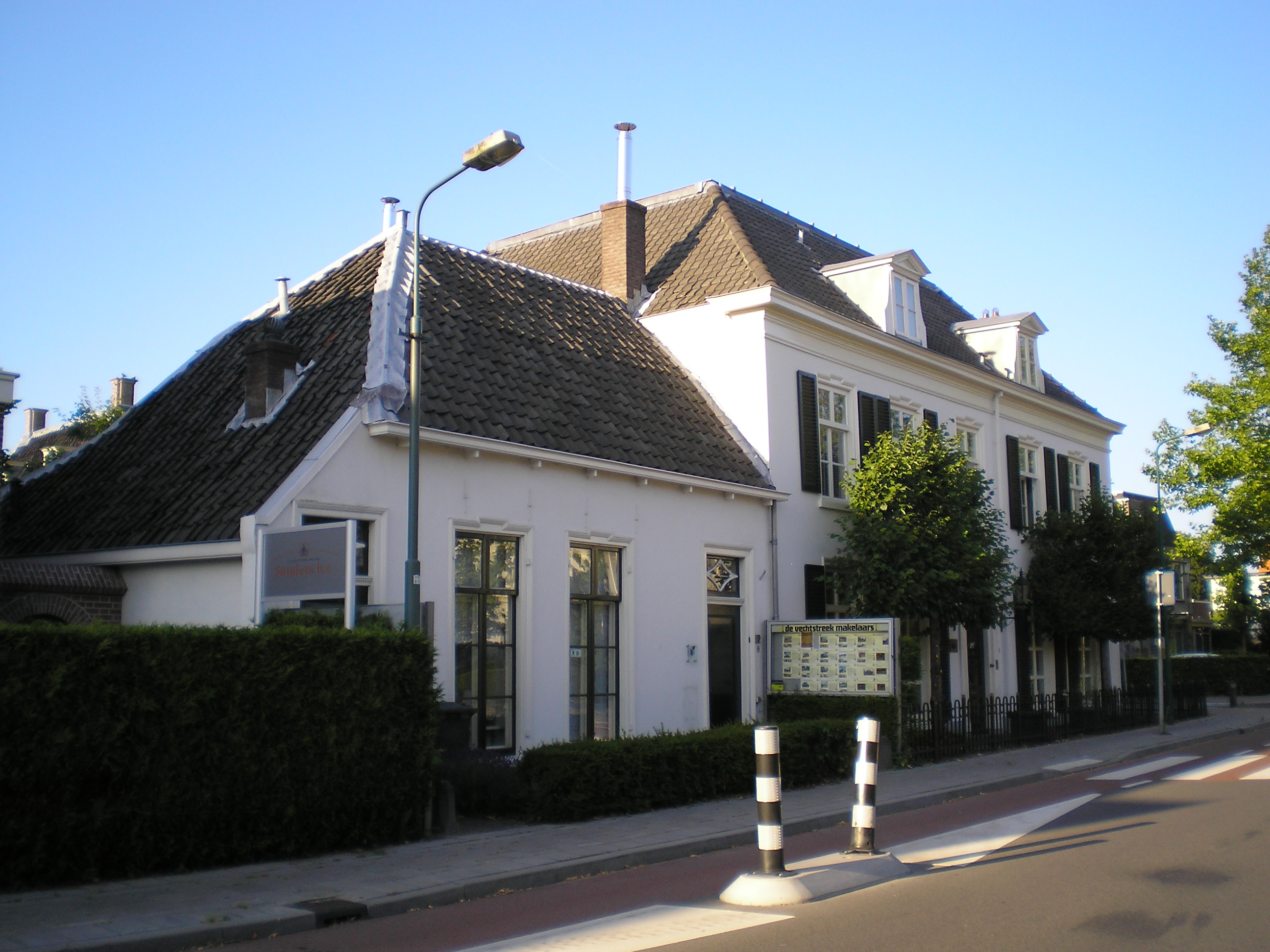
Richmond Kerkweg 10 hoek Raadhuisstraat en nummer 12
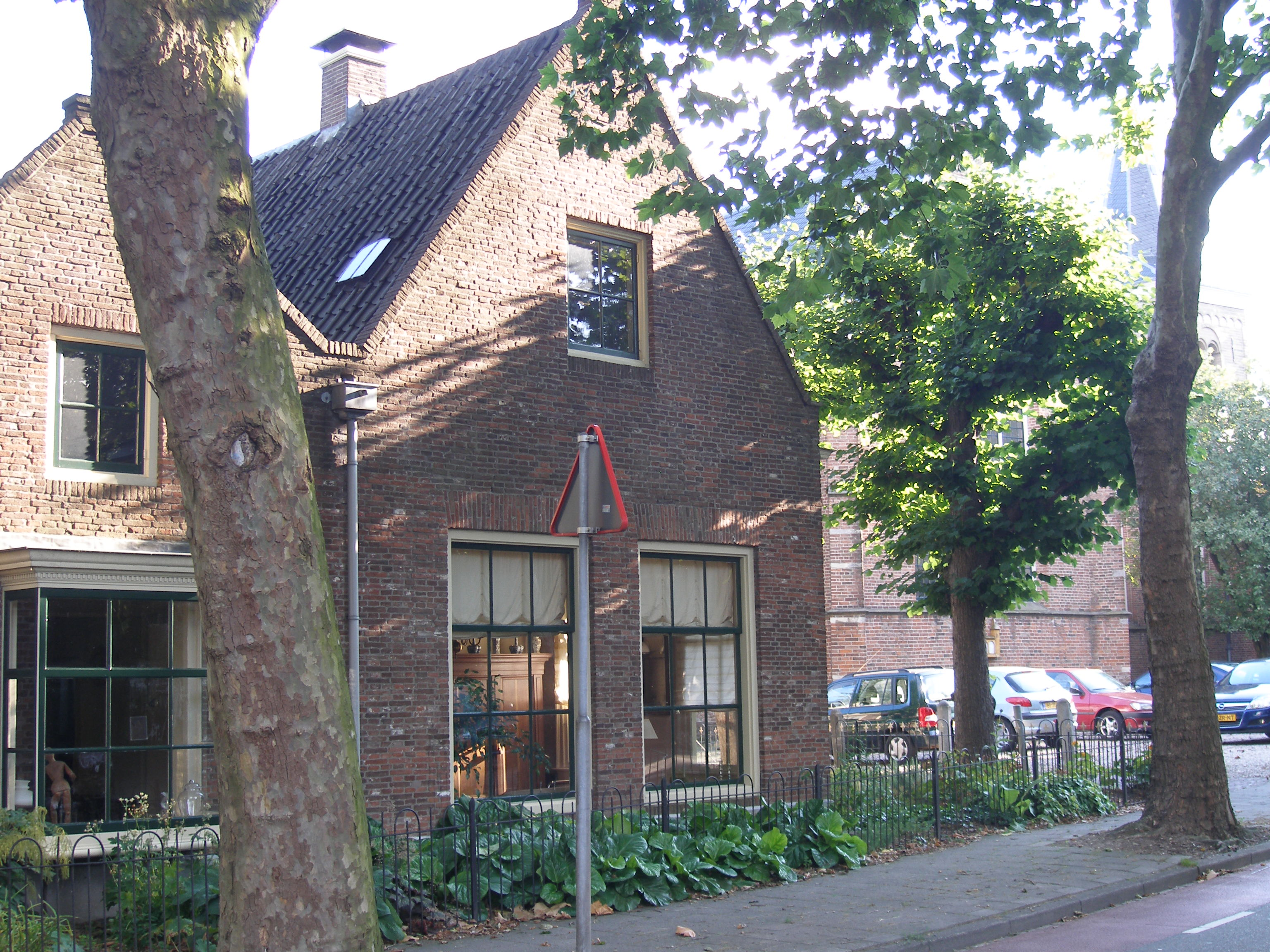
Kerkweg 11
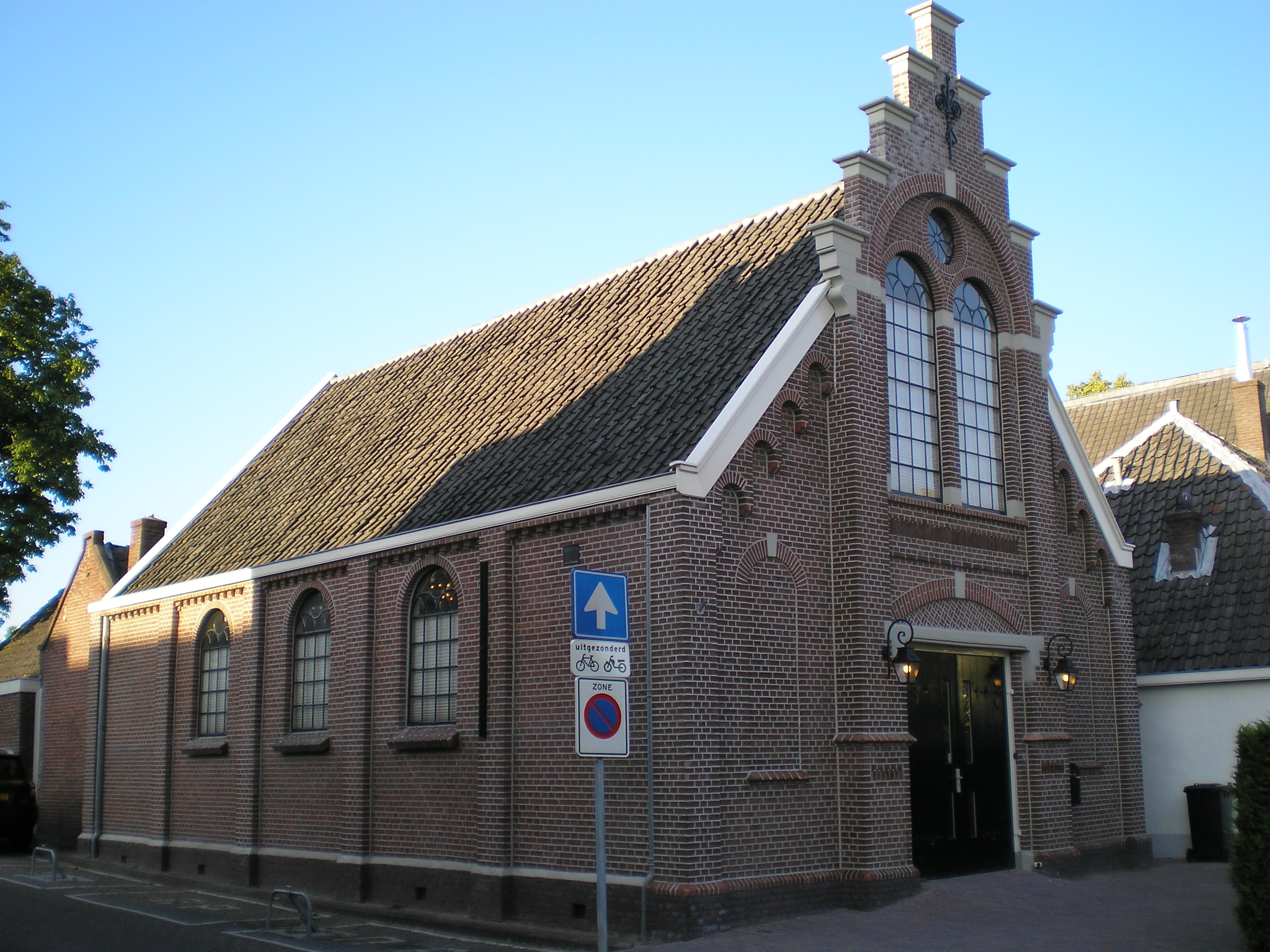
Voormalige Gereformeerde Kerk (momenteel rouwcentrum) aan de Kerkweg 14
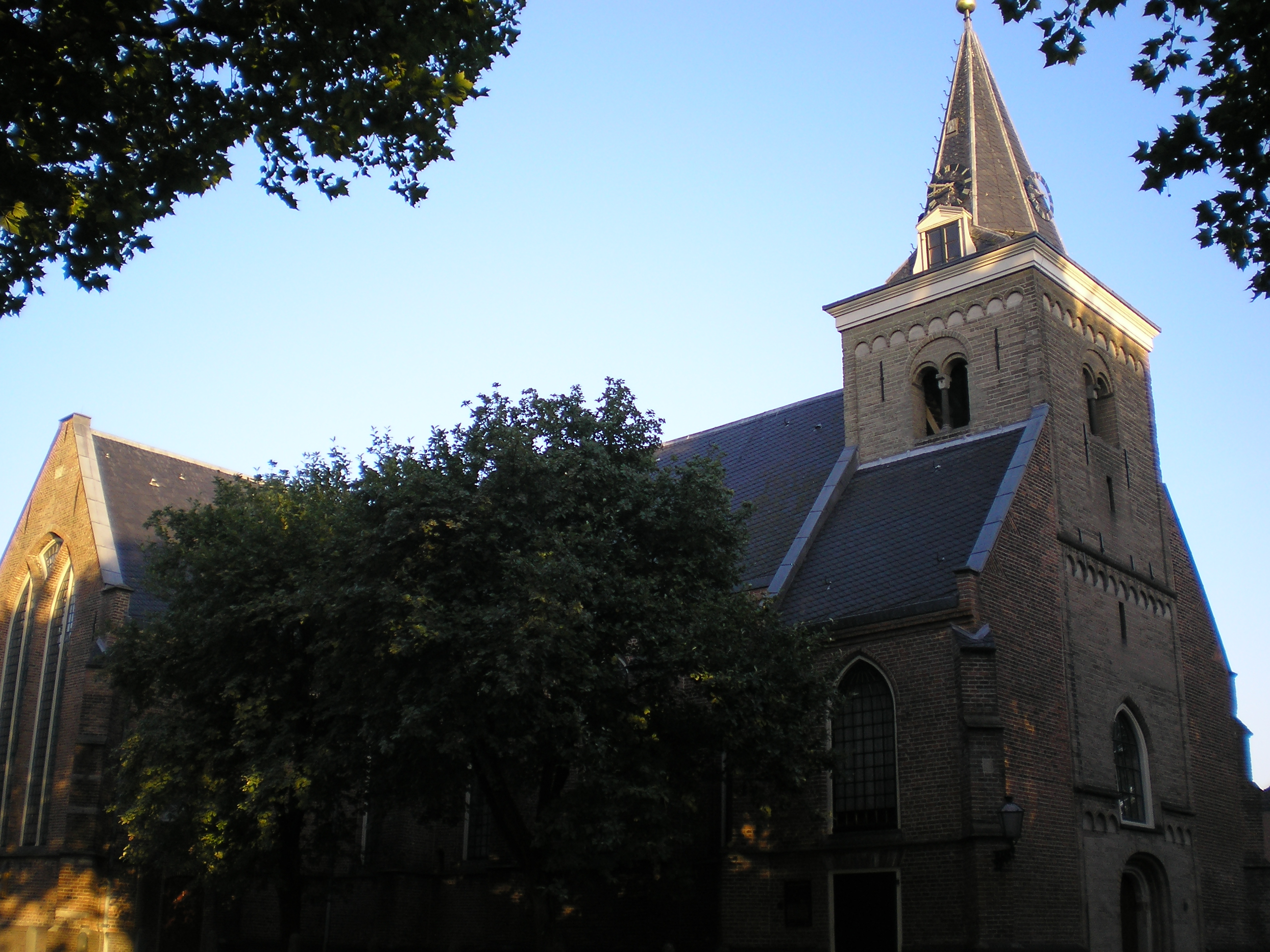
Kerk van de Hervormde gemeente de Kruiskerk aan de Kerkweg 19
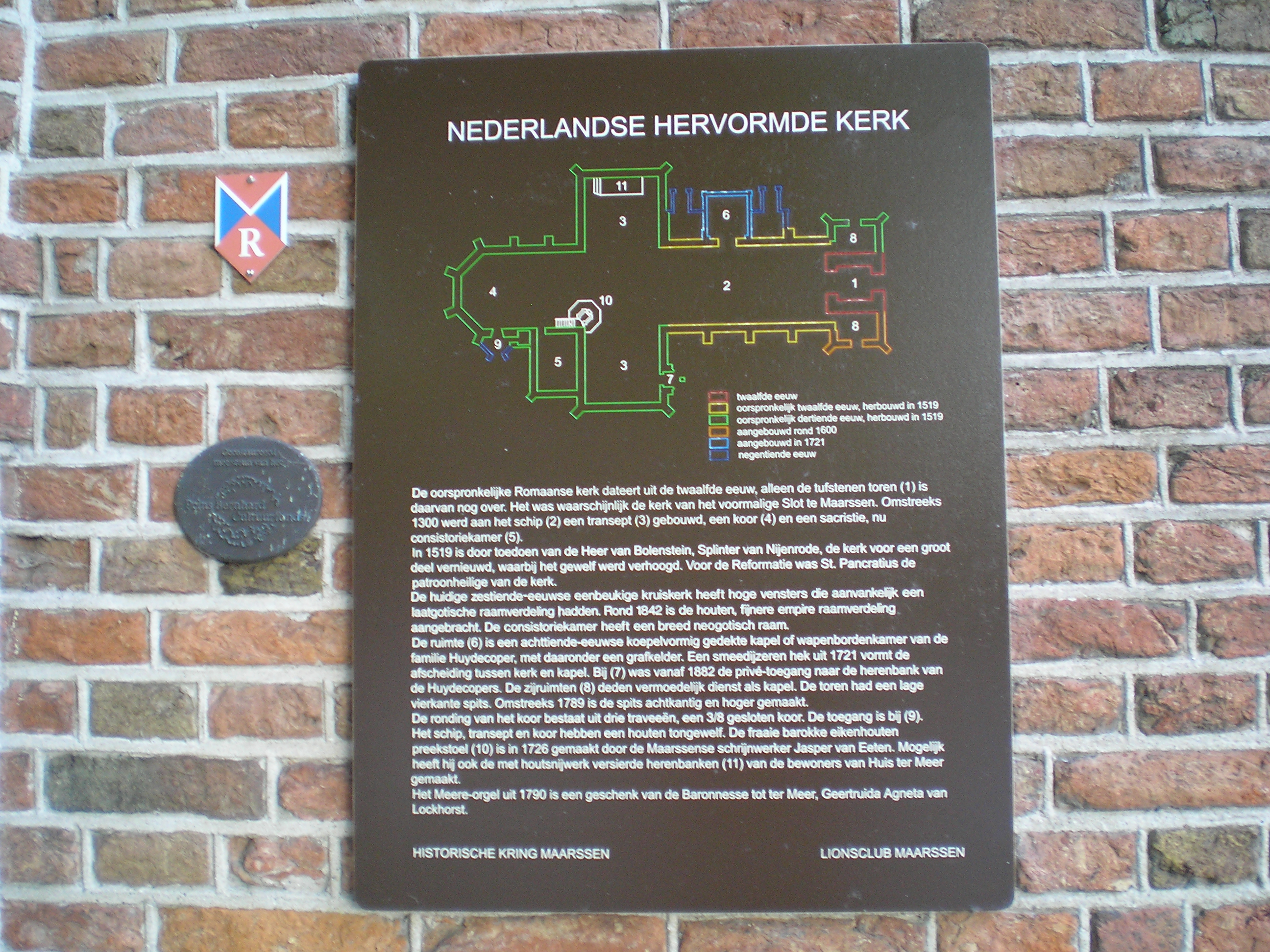
Historie van de Kruiskerk aan de Kerkweg 19
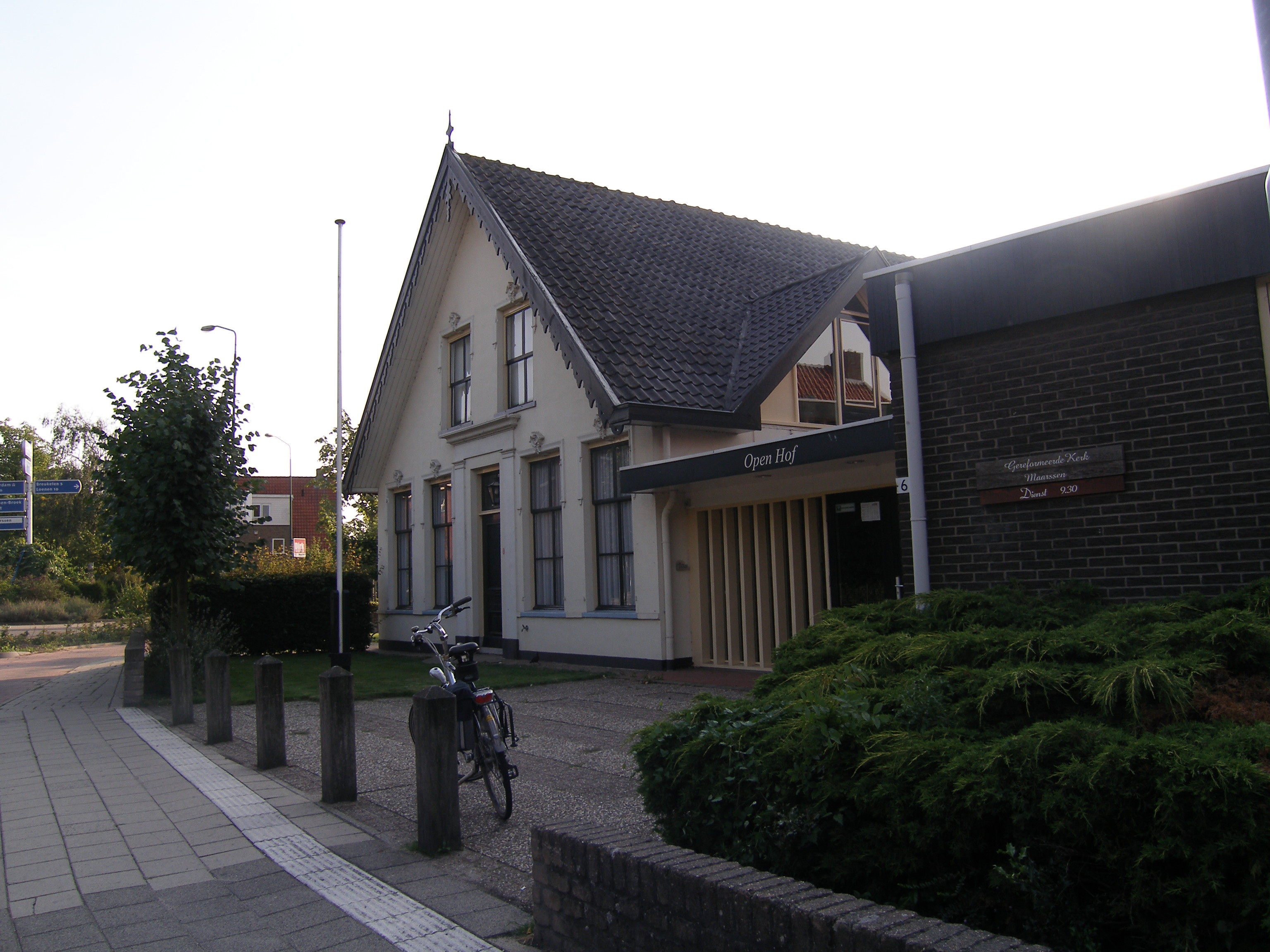
Kerkweg 60
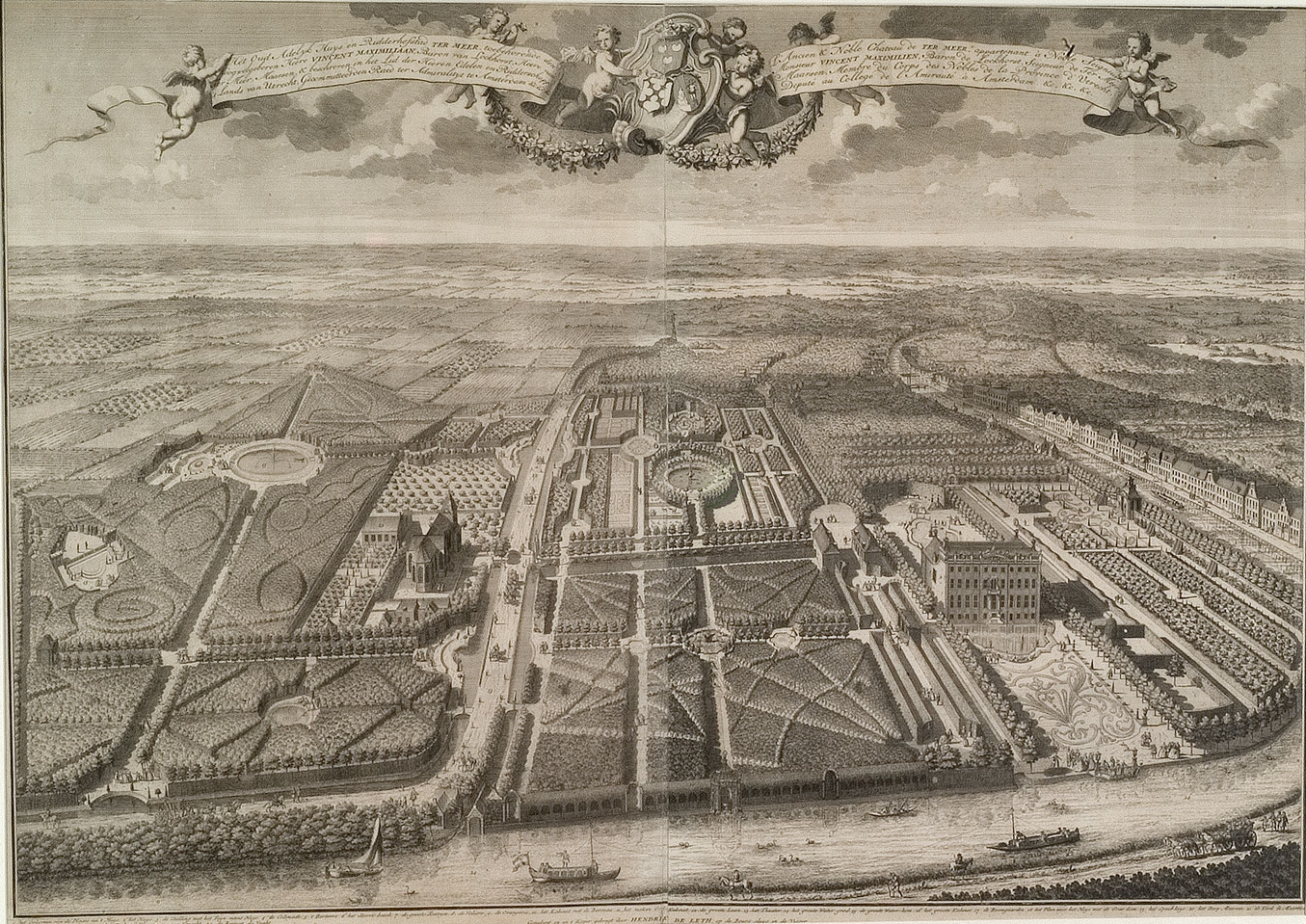
Huis ter Meer in 1739 met de weg langs de kerk.

Binnenweg ·
Bolensteinsestraat ·
Bolensteinseweg ·
Breedstraat ·
Diependaalsedijk ·
Herengracht ·
Kaatsbaan ·
Kerkweg ·
Langegracht ·
Nassaustraat ·
Parkweg ·
Raadhuisstraat ·
Schippersgracht ·
Wilhelminaweg · 
Zandpad